# FK Budućnost Banovići
FK Budućnost (Fudbalski Klub Budućnost) este un club de fotbal din Banovići, Bosnia și Herțegovina. 
FK Budućnost Banovići este cel mai vechi club sportiv din comuna Banovići. În limba bosniacă Budućnost înseamnă „Viitor”, ceea ce simbolizează speranța pe care oamenii o aveau pentru vremurile următoare atunci când clubul a fost fondat în 1947. Clubul joacă pe Stadionul Gradski (Stadionul orașului), care are o capacitate de 8.500 de locuri. Culorile lor principale sunt verde închis și negru. Acest club a intrat în Prima Ligă a Federației Bosniei și Herțegovinei (Prva liga Federacije Bosne i Hercegovine) în sezonul 1978–79, acesta a fost cel mai mare succes al său în aceea perioadă. 
Astăzi, FK Budućnost Banovići este membru al Federației de Fotbal a Bosniei și Herțegovinei. FK Budućnost a promovat în Prima Ligă din Bosnia și Herțegovina în sezonul 1998–99. Mai târziu, în sezonul 2000–01, Budućnost a jucat împotriva echipei FK Drnovice din Cehia. Budućnost joacă acum în prima ligă a Federației din Bosnia și Herțegovina, care este o competiție de fotbal de nivel secund din Bosnia și Herțegovina.

## Realizări
- Prva Liga Federacije Bosne i Hercegovine: 1

2004
2010